# Spiegelei

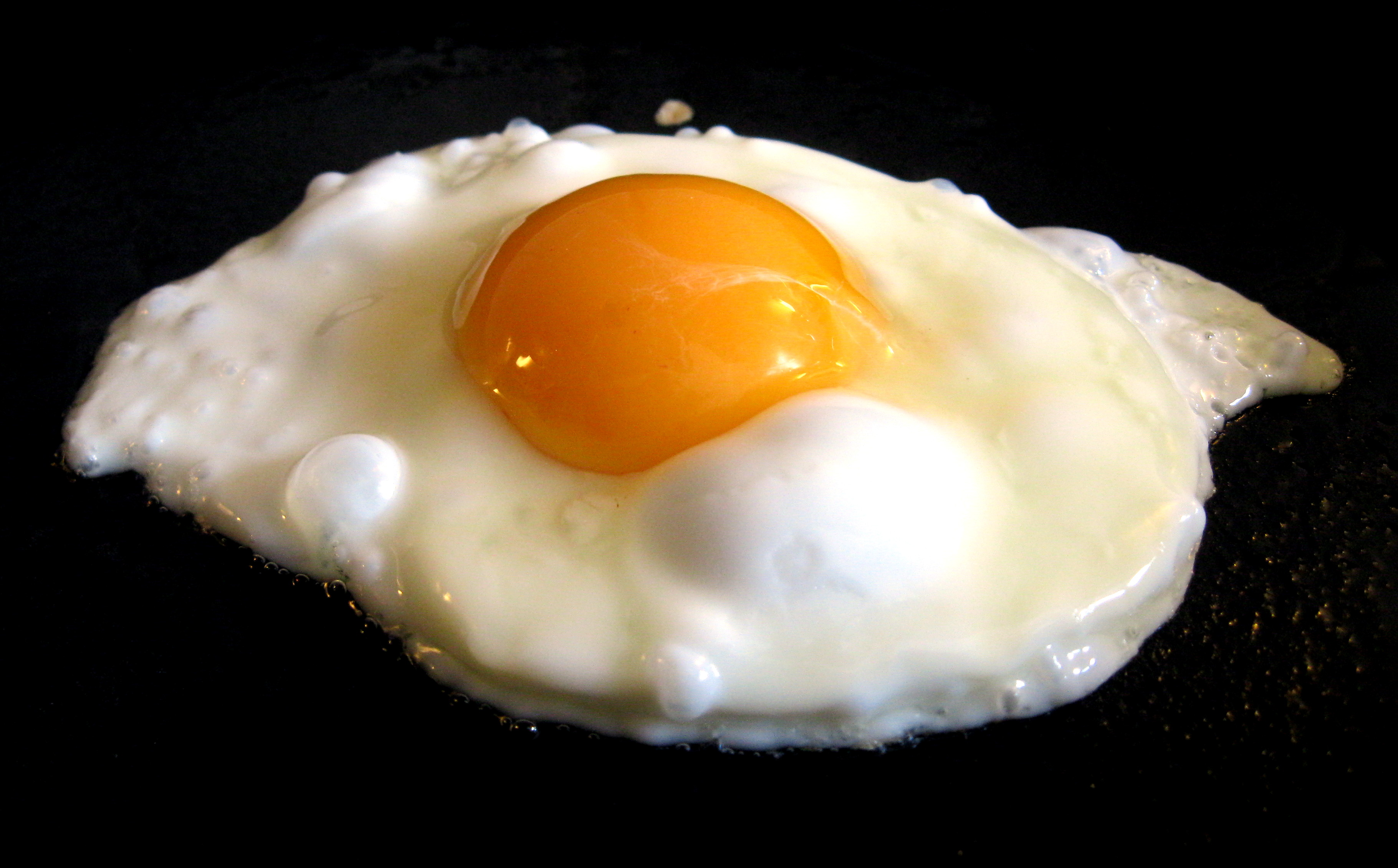
Setzei

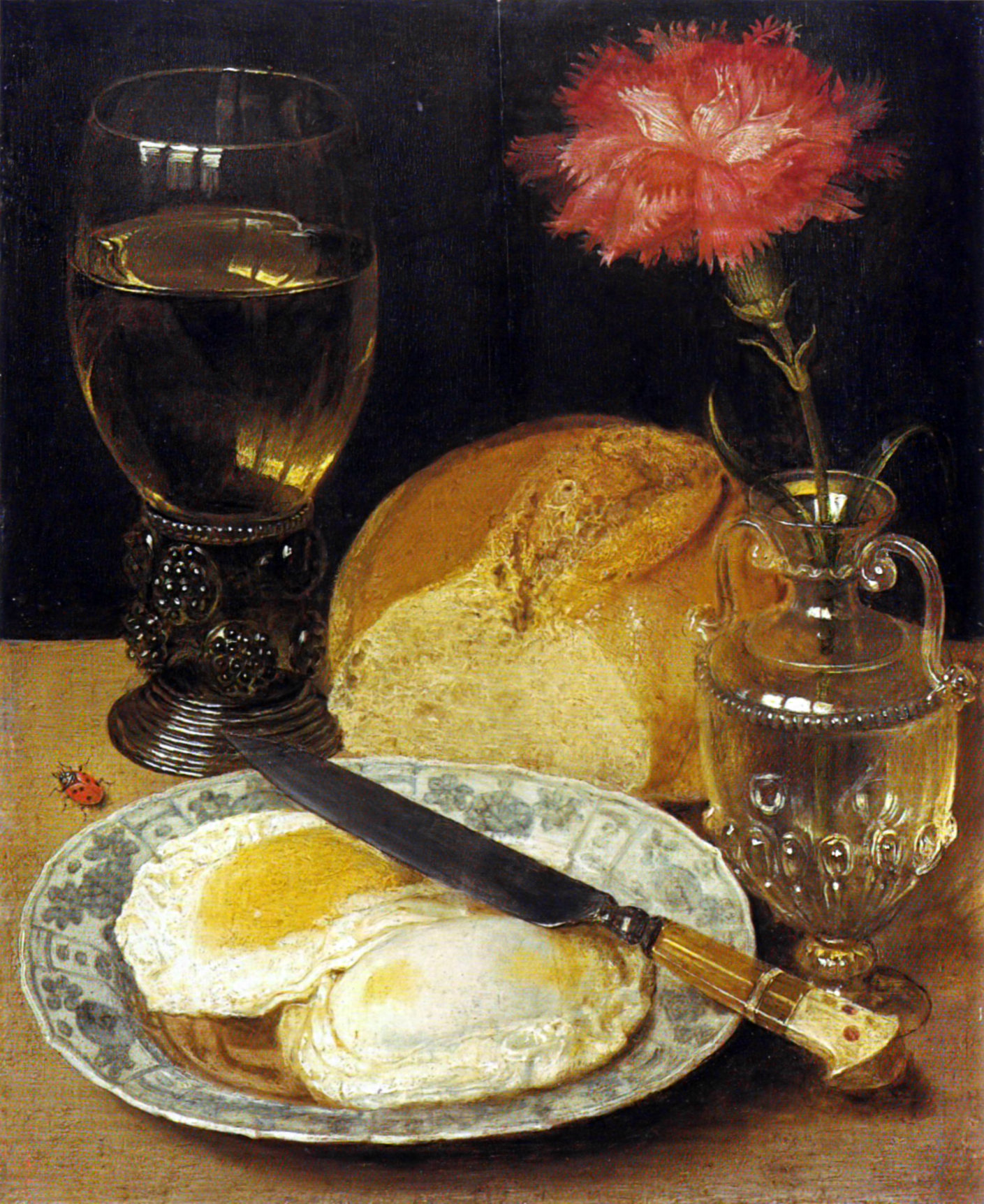
Imbiss mit Spiegeleiern (Gemälde von Georg Flegel, um 1600, nachträgliche Namensgebung)

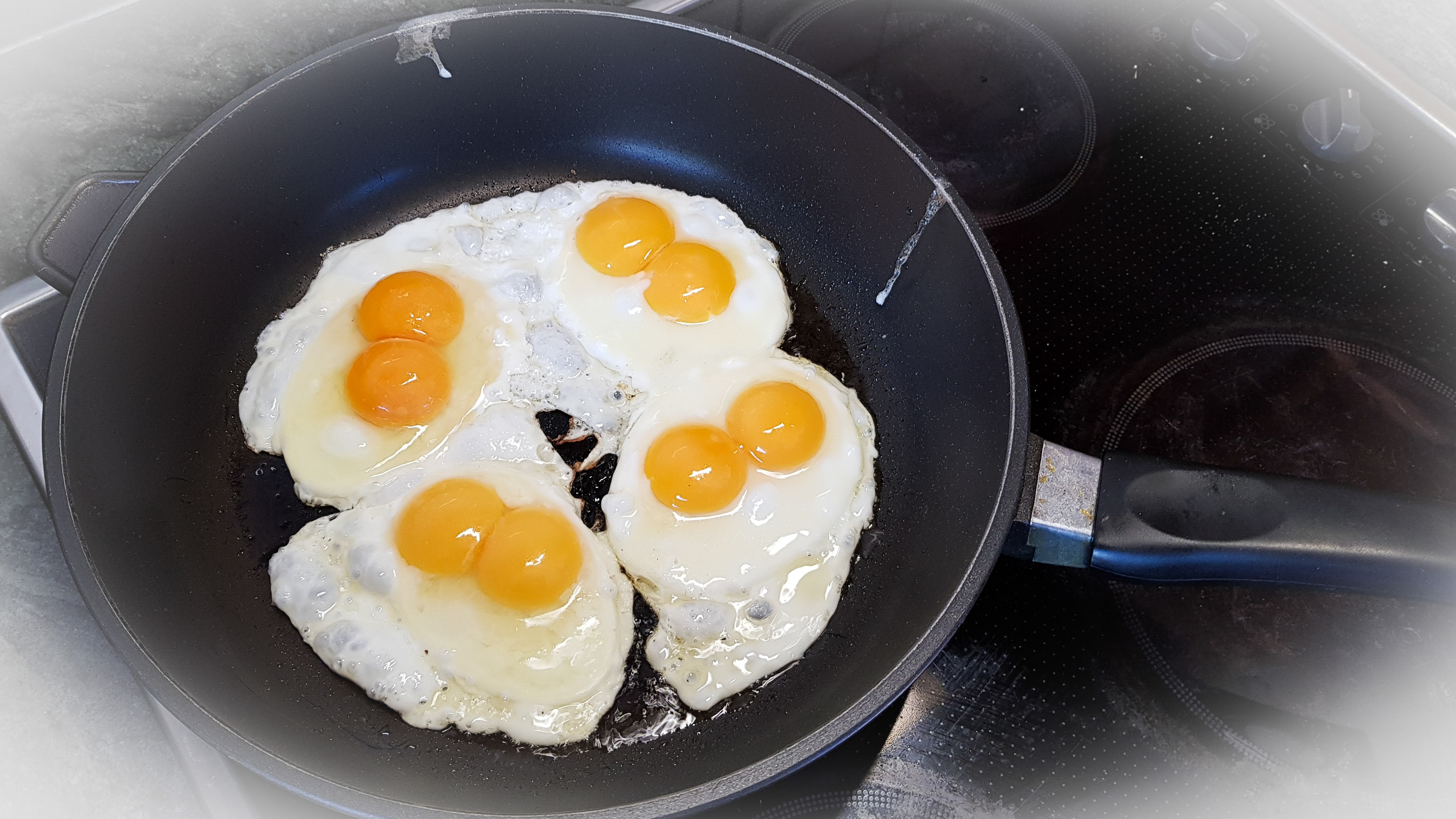
Setzeier mit Doppeldotter

Spiegeleier (Bildung aus dem 18. Jahrhundert, möglicherweise nach dem spiegelnden Glanz der Dotter; französisch Œufs sur le plat oder Œufs miroir), Setzeier, Stierenauge (schweiz.) oder Ochsenaugen (französisch Œil de bœuf) sind kurz in der Pfanne oder im Ofen gegarte Eier, deren  Eiweiß geronnen, das Eigelb aber noch glänzend ist. Fachsprachlich wird unterschieden zwischen Setzeiern als einseitig in der Pfanne gegarten und Spiegeleiern als im Ofen oder in der Pfanne durch Auflegen eines Deckels allseitig gegarten Eiern, bei denen sich ein weißer Schleier auf dem Dotter bildet.

## Zubereitung
Zur Zubereitung wird eine nicht zu große Pfanne (das Eiweiß sollte nicht ganz auseinanderlaufen können) mit Butter, Butterschmalz oder Speiseöl mäßig erhitzt und vom Feuer gezogen, um die Eier vorsichtig hineinzuschlagen. Anschließend gart man zwei bis drei Minuten bei milder Hitze, salzt und pfeffert das Weiße und gibt etwas von der heißen Butter über den noch flüssigen Dotter. Dotter vor dem Garen zu salzen, macht sie zäh, sie danach zu salzen, fleckig.
Spiegeleier sollte man aus besonders frischen Eiern zubereiten, da bei älteren das Eiweiß zu sehr auseinanderläuft und gegart womöglich gummiartige Konsistenz annimmt.
Klassisch ist die Zubereitung im Backofen. La Cuisine de Madame Saint-Ange (Larousse, Paris, 1958) stellt sie auf eineinhalb Seiten ausführlich dar. Im Wesentlichen unterscheidet sie sich von der oben beschriebenen dadurch, dass die Eier in einer feuerfesten Form mit zerlassener Butter im Ofen für drei bis vier Minuten bei etwas mehr Ober- als Unterhitze gegart „zur Vollkommenheit geraten“.

## Varianten und Speisen mit Spiegeleiern
Spiegeleier sind weltweit Bestandteil einfacher Gerichte wie Strammer Max, Ham and Eggs (mit Schinken oder Speck) und Ei im Korb (Egg in the basket), aber auch von gehobenen wie Spiegeleier Rossini (mit Kalbsbries und Gänseleber) oder Spiegeleier Meyerbeer (mit Lammnieren und Trüffelsauce). Des Weiteren sind sie traditionell Bestandteil des englischen Frühstücks.
Der in USA geläufige Ausdruck „sunny side up“ bezeichnet ein nur auf einer Seite gebratenes Ei, bei dem das Eiweiß geronnen, das Dotter aber noch flüssig ist. Alternativ kann man sich dort sein Ei mit „over easy“ bzw. „over medium“, kurz bzw. mittellang umgedreht, zubereiten lassen.

## Trivia
Aufgrund ihres an ein Spiegelei erinnernden Aussehens wird die Quallenart Cotylorhiza tuberculata auch Spiegeleiqualle genannt.